# Heteromeringia malayensis
Heteromeringia malayensis är en tvåvingeart som beskrevs av Mitsuhiro Sasakawa 1966. Heteromeringia malayensis ingår i släktet Heteromeringia och familjen träflugor. Inga underarter finns listade i Catalogue of Life.